# فرانك كولين
فرانك كولين (بالإنجليزية: Frank Collin)‏ هو كاتب وسياسي أمريكي، ولد في 3 نوفمبر 1944 في شيكاغو في الولايات المتحدة. حزبياً، نشط في National Socialist Party of America ‏.

## روابط خارجية
- فرانك كولين على موقع IMDb (الإنجليزية)